# Marc-Olivier Vallerand
Pour les articles homonymes, voir Vallerand.
Marc-Olivier Vallerand (né le 17 avril 1989 à Longueuil, dans la province de Québec au Canada) est un joueur professionnel canadien de hockey sur glace. Il évolue au poste d'ailier.

## Carrière de joueur
Il évolue en Midget AAA avec les Prédateurs de l'École Édouard-Montpetit. Non repêché par une équipe de la Ligue de hockey junior majeur du Québec, il est malgré tout invité lors du camp d'entraînement des Remparts de Québec à l'automne 2006. Retenu pour jouer sur la quatrième ligne par l'entraîneur Patrick Roy, il débute avec les Remparts dans la LHJMQ. Il dispute soixante-sept parties lors de sa saison recrue pour dix-sept points. En 2007-2008, Vallerand reçoit le trophée Gaétan-Duchesne remis annuellement au meilleur joueur défensif des Remparts. Lors de la saison 2008-2009, il est finaliste pour le trophée Guy-Carbonneau récompensant le meilleur attaquant défensif de LHJMQ.
Il est nommé capitaine de l'équipe par Patrick Roy lors de la saison 2009-2010. Avec soixante-quinze points, il termine deuxième marqueur du club lors de la saison régulière derrière Dmitri Kougrychev (quatre-vingt-sept points). Lors des séries éliminatoires, il marque sept buts en neuf matchs, le meilleur total des Remparts pour un total de onze points. Il est le troisième pointeur de l'équipe après Jonathan Marchessault et Mikhaïl Stefanovitch respectivement quatorze et douze points.
Il débute en 2010 une carrière professionnelle avec le club d'expansion des Road Warriors de Greenville dans l'ECHL. Le 25 février 2012, il dispute son premier match au niveau supérieur dans la Ligue américaine de hockey avec les Sound Tigers de Bridgeport face aux Bruins de Providence. Il dispute deux matchs avec les Sounds Tigers, puis porte à sept reprises le maillot des IceHogs de Rockford avec qui il sert deux assistances. La première, le 10 mars, chez les Admirals de Milwaukee.
Lors de la saison 2013-2013, il prolonge à Greenville. Il termine meilleur pointeur de l'équipe en saison régulière avec soixante-sept points en soixante-deux rencontres disputées. Il joue deux parties dans la LAH avec les Admirals de Norfolk. 
En 2013-2014, il part au Danemark. Il joue neuf parties pour neuf points avec l'Odense IK dans la Metal Ligaen puis fait son retour chez les Road Warriors.

## Trophées et honneurs personnels

### Remparts de Québec
- 2007-2008 : remporte le Trophée Gaetan Duchesne du meilleur joueur défensif de l'équipe.

### ECHL
- 2010-2011 : participe au match des étoiles.

## Statistiques
| Saison    | Équipe                                  | Ligue        |    | Saison régulière | Saison régulière | Saison régulière | Saison régulière | Saison régulière |   | Séries éliminatoires | Séries éliminatoires | Séries éliminatoires | Séries éliminatoires | Séries éliminatoires |
| Saison    | Équipe                                  | Ligue        | PJ | B                | A                | Pts              | Pun              | PJ               | B | A                    | Pts                  | Pun                  |                      |                      |
| 2005-2006 | Prédateurs de l'École Édouard-Montpetit | Midget AAA   | 44 | 10               | 10               | 20               | 54               | 3                | 1 | 2                    | 3                    | 0                    |                      |                      |
| 2006-2007 | Remparts de Québec                      | LHJMQ        | 67 | 6                | 11               | 17               | 29               | 5                | 0 | 0                    | 0                    | 0                    |                      |                      |
| 2007-2008 | Remparts de Québec                      | LHJMQ        | 64 | 19               | 24               | 43               | 51               | 9                | 1 | 4                    | 5                    | 4                    |                      |                      |
| 2008-2009 | Remparts de Québec                      | LHJMQ        | 59 | 24               | 31               | 55               | 63               | 17               | 8 | 7                    | 15                   | 13                   |                      |                      |
| 2009-2010 | Remparts de Québec                      | LHJMQ        | 68 | 34               | 41               | 75               | 83               | 9                | 7 | 4                    | 11                   | 6                    |                      |                      |
| 2010-2011 | Road Warriors de Greenville             | ECHL         | 70 | 28               | 25               | 53               | 46               | 11               | 5 | 2                    | 7                    | 16                   |                      |                      |
| 2011-2012 | Road Warriors de Greenville             | ECHL         | 59 | 30               | 25               | 55               | 67               | 3                | 2 | 0                    | 2                    | 5                    |                      |                      |
| 2011      | Équipe étoile ECHL                      | MdE          | 1  | 1                | 2                | 3                | 0                | -                | - | -                    | -                    | -                    |                      |                      |
| 2011-2012 | Sound Tigers de Bridgeport              | LAH          | 2  | 0                | 0                | 0                | 0                | -                | - | -                    | -                    | -                    |                      |                      |
| 2011-2012 | IceHogs de Rockford                     | LAH          | 7  | 0                | 2                | 2                | 7                | -                | - | -                    | -                    | -                    |                      |                      |
| 2012-2013 | Road Warriors de Greenville             | ECHL         | 62 | 22               | 45               | 67               | 72               | 2                | 0 | 0                    | 0                    | 4                    |                      |                      |
| 2012-2013 | Admirals de Norfolk                     | LAH          | 2  | 0                | 0                | 0                | 0                | -                | - | -                    | -                    | -                    |                      |                      |
| 2013-2014 | Odense IK                               | Metal Ligaen | 9  | 4                | 5                | 9                | 38               | -                | - | -                    | -                    | -                    |                      |                      |
| 2013-2014 | Odense IK                               | CdD          | 2  | 2                | 1                | 3                | 4                | -                | - | -                    | -                    | -                    |                      |                      |
| 2013-2014 | Road Warriors de Greenville             | ECHL         | 61 | 26               | 30               | 56               | 53               | 4                | 2 | 3                    | 5                    | 2                    |                      |                      |
| 2014-2015 | HC Appiano                              | Serie A      | 31 | 30               | 24               | 54               | 56               | 6                | 3 | 4                    | 7                    | 31                   |                      |                      |
| 2015-2016 | Assurancia de Thetford                  | LNAH         | 21 | 17               | 18               | 35               | 20               | -                | - | -                    | -                    | -                    |                      |                      |
| 2015-2016 | HC La Chaux-se-Fonds                    | LNB          | 3  | 1                | 2                | 3                | 0                | 2                | 2 | 0                    | 2                    | 0                    |                      |                      |
| 2016-2017 | HC Bolzano                              | EBEL         | 52 | 13               | 11               | 24               | 23               | 9                | 2 | 1                    | 3                    | 11                   |                      |                      |
| 2017-2018 | Coventry Blaze                          | EIHL         | 48 | 34               | 31               | 65               | 145              | -                | - | -                    | -                    | -                    |                      |                      |
| 2018-2019 | EHC Lustenau                            | AlpsHL       | 43 | 41               | 32               | 73               | 62               | -                | - | -                    | -                    | -                    |                      |                      |
| 2018-2019 | EHC Lustenau                            | Autriche D2  | -  | -                | -                | -                | -                | 4                | 3 | 1                    | 4                    | 33                   |                      |                      |
| 2019-2020 | Sheffield Steelers                      | EIHL         | 40 | 26               | 25               | 51               | 47               | -                | - | -                    | -                    | -                    |                      |                      |
| 2020-2021 | HC Appiano                              | Serie A2     | 9  | 5                | 7                | 12               | 12               | -                | - | -                    | -                    | -                    |                      |                      |
| 2020-2021 | HK Olimpija Ljubljana                   | AlpsHL       | 5  | 5                | 4                | 9                | 4                | 9                | 5 | 6                    | 11                   | 6                    |                      |                      |
| 2020-2021 | HK Olimpija Ljubljana                   | Slovénie     | -  | -                | -                | -                | -                | 5                | 1 | 2                    | 3                    | 6                    |                      |                      |
| 2021-2022 | Sheffield Steelers                      | EIHL         | 45 | 26               | 33               | 59               | 44               | 2                | 2 | 0                    | 2                    | 0                    |                      |                      |
| 2022-2023 | HK Olimpija Ljubljana                   | ICEHL        | 17 | 5                | 8                | 13               | 6                | -                | - | -                    | -                    | -                    |                      |                      |
| 2022-2023 | HK Olimpija Ljubljana                   | Slovénie     | -  | -                | -                | -                | -                | 2                | 1 | 0                    | 1                    | 2                    |                      |                      |
| 2022-2023 | Sheffield Steelers                      | EIHL         | 19 | 6                | 6                | 12               | 35               | -                | - | -                    | -                    | -                    |                      |                      |